# Ballon d’Or 2009

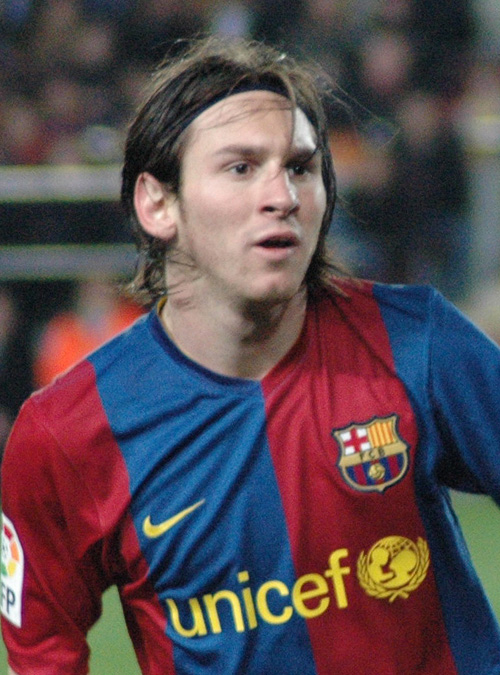
Weltbester Fußballer des Jahres
Lionel Messi

Der 54. Ballon d’Or (französisch für Goldener Ball) der Zeitschrift France Football wurde 2009 zum dritten Mal für den „Weltfußballer des Jahres“ vergeben. Von 1956 bis 2006 erhielt diese Trophäe „Europas Fußballer des Jahres“. Sie ist nicht identisch mit der von der FIFA seit 1991 vergebenen Auszeichnung FIFA-Weltfußballer des Jahres. Das Ergebnis der Abstimmung gab France Football am 1. Dezember 2009 bekannt. Sieger wurde der Vorjahreszweite Lionel Messi, und das sehr deutlich: nie zuvor hatte ein Gewinner des Ballon d’Or einen derartig großen Vorsprung vor dem Zweitplatzierten. Ihm fehlten lediglich sieben Punkte zum Erreichen der maximal möglichen 480. Zugleich war 2009 das Jahr des FC Barcelona, dessen Trikot in den vergangenen zwölf Monaten fünf der zehn Bestplatzierten trugen.

## Abstimmungsverfahren
Verliehen wurde der Preis wiederum von einer 96-köpfigen Jury, die sich wie folgt zusammensetzte: 
- je ein Sportjournalist aus den Ländern der 53 Mitgliedsverbände der UEFA
- je ein Sportjournalist aus den derzeit 43 Ländern derjenigen außereuropäischen Verbände, die an mindestens einer Weltmeisterschaftsendrunde teilgenommen haben.[2]

Jeder Juror vergab an fünf Spieler aus der von der France-Football-Redaktion vorgegebenen Liste mit 30 Vorschlägen fünf, vier, drei, zwei bzw. einen Punkt. Dabei sollte die gesamte Leistung der Spieler im jeweiligen Kalenderjahr gewürdigt werden. Hätten zwei oder mehr Spieler in der Summe die höchste Punktzahl erhalten, wäre es zu einer Stichwahl gekommen.

## Ergebnis
1. Lionel Messi  (FC Barcelona) mit 473 Punkten
2. Cristiano Ronaldo  (Manchester United/Real Madrid) (233)
3. Xavi (FC Barcelona) (170)
4. Andrés Iniesta (FC Barcelona) (149)
5. Samuel Eto’o (FC Barcelona/Inter Mailand) (75)
6. Kaká  (AC Mailand/Real Madrid) (58)
7. Zlatan Ibrahimović (Inter Mailand/FC Barcelona) (50)
8. Wayne Rooney (Manchester United) (35)
9. Didier Drogba (FC Chelsea) (33)
10. Steven Gerrard (FC Liverpool) (32)

Auf Platz 13 kam der für den VfL Wolfsburg spielende Bosnier Edin Džeko (12 Punkte). Der Ex-Bremer Diego wurde 25. mit drei und Bayern Münchens Franck Ribéry Vorletzter mit einem Punkt.

## Kandidaten
Die Redaktion hatte Mitte Oktober 2009 folgende 30 Spieler vorgeschlagen, darunter sechs Spanier, fünf Brasilianer sowie je vier Engländer und Franzosen:
| - Andrei Arschawin (Arsenal) - Karim Benzema (Lyon/Real Madrid) - Iker Casillas (Real Madrid) - Diego (Bremen/Juventus Turin) - Didier Drogba (Chelsea) - Edin Džeko (Wolfsburg)* - Samuel Eto’o (FC Barcelona/Inter Mailand) - Luís Fabiano (FC Sevilla)* - Cesc Fàbregas (Arsenal) - Diego Forlán (Atlético Madrid) - Steven Gerrard (Liverpool) - Ryan Giggs (Manchester United) - Yoann Gourcuff (Bordeaux)* - Thierry Henry (FC Barcelona) - Zlatan Ibrahimović (Inter Mailand/FC Barcelona) | - Andrés Iniesta (FC Barcelona)* - Júlio César (Inter Mailand)* - Kaká (AC Mailand/Real Madrid) - Frank Lampard (Chelsea) - Maicon (Inter Mailand)* - Lionel Messi (FC Barcelona) - Franck Ribéry (München) - Cristiano Ronaldo (Manchester United/Real Madrid) - Wayne Rooney (Manchester United) - John Terry (Chelsea) - Fernando Torres (Liverpool) - Yaya Touré (FC Barcelona)* - Nemanja Vidić (Manchester United) - David Villa (Valencia) - Xavi (FC Barcelona) |

Die sieben mit einem * markierten Kandidaten tauchen erstmals auf einer Vorschlagsliste zum Ballon d’Or auf. Für Thierry Henry hingegen ist dies bereits die neunte Kandidatur (seit 1995), Samuel Eto’o wurde zum siebten Mal in Folge vorgeschlagen; Ryan Giggs taucht erstmals seit zwölf Jahren wieder im Kreis der Vorgeschlagenen auf. 
Mit den beiden Gewinnern von 2007 (Kaká) bzw. 2008 (Cristiano Ronaldo) erscheinen lediglich zwei der acht noch aktiven ehemaligen Laureaten auf dieser Liste.

## Statistik
Alle Angaben aus France Football vom 1. Dezember 2009, S. 4–43

### Wahlergebnisse der Redaktionen aus deutschsprachigen Ländern
- Belgien (La Dernière Heure): 1. Messi, 2. Iniesta, 3. Henry, 4. Ibrahimović, 5. Casillas
- Deutschland (Sportinformationsdienst): 1. Messi, 2. Iniesta, 3. Ronaldo, 4. Rooney, 5. Kaká
- Liechtenstein (Liechtensteiner Vaterland): 1. Iniesta, 2. Messi, 3. Arschawin, 4. Xavi, 5. Kaká
- Luxemburg (La Voix du Luxembourg): 1. Messi, 2. Eto’o, 3. Ronaldo, 4. Iniesta, 5. Ibrahimović
- Österreich (ORF Sport): 1. Messi, 2. Ronaldo, 3. Iniesta, 4. Drogba, 5. Giggs
- Schweiz (TSR): 1. Messi, 2. Eto’o, 3. Ronaldo, 4. Iniesta, 5. Rooney

### Bemerkenswertes
- Messi wurde auf sämtlichen 96 Stimmzetteln bewertet, davon 90-mal auf dem ersten, fünfmal auf dem zweiten und lediglich einmal – von Nordkorea – auf dem dritten Rang. Ronaldo fand in immerhin 76, Xavi in 59 und Iniesta noch in 57 Voten Berücksichtigung.
- Neben dem Gewinner wurden vier weitere Spieler von insgesamt sechs Jurys mit der Höchstpunktzahl bedacht: Iniesta und Eto’o je zwei-, Kaká und Gerrard je einmal. Dagegen hatte der zweitplatzierte Ronaldo als bestes Ergebnis 32 zweite Plätze vorzuweisen.
- Nur sieben Redaktionen nannten alle fünf Gesamtersten, aber keine auch in der exakten Reihenfolge des Gesamtklassements. Dies waren: Algerien, Angola, China, Kasachstan, Kuwait, Nigeria und Tunesien. Weitere 31 Juroren vergaben an vier der Top-5-Spieler Punkte.
- Umgekehrt stand auf zwei Stimmzetteln nur jeweils ein einziger dieser fünf Besten: dies war der Fall bei Israel und den Vereinigten Arabischen Emiraten.

### Erfolgreichste Nationen
In diesem Jahr gab es mit dem Franzosen Karim Benzema nur einen Vorgeschlagenen, der gänzlich ohne Punkt blieb.
1. Argentinien: 473 Punkte für den einzigen Kandidaten
2. Spanien: 364 Punkte, verteilt auf sechs Spieler
3. Portugal: 233 Punkte für den einzigen Kandidaten
4. Brasilien: 78 Punkte, verteilt auf fünf Spieler
5. Kamerun: 75 Punkte für den einzigen Kandidaten
6. England: 74 Punkte, verteilt auf vier Spieler
7. Schweden: 50 Punkte für den einzigen Kandidaten
8. Elfenbeinküste: 34 Punkte, verteilt auf zwei Spieler
9. Frankreich: 16 Punkte, verteilt auf drei der vier Kandidaten
10. Bosnien-Herzegowina: 12 Punkte für den einzigen Kandidaten